# Füzess Anna

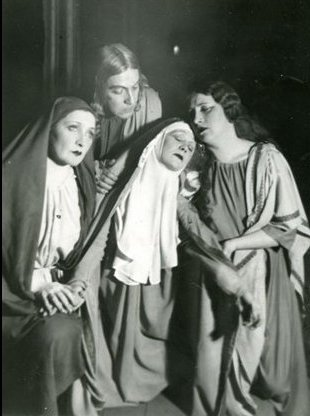
Arnould Gréban: Jézus Krisztusról szóló 'Igazi passió'. Társulat: Nemzeti Színház, Budapest. Bemutató: 1934. március 28. Rendező: Rádai Dénes; Szereplők: Mária: Tasnádi Ilona, Jézus: Abonyi Géza, Magdolna: Füzess Anna, Veronika: Gombaszögi Irén.

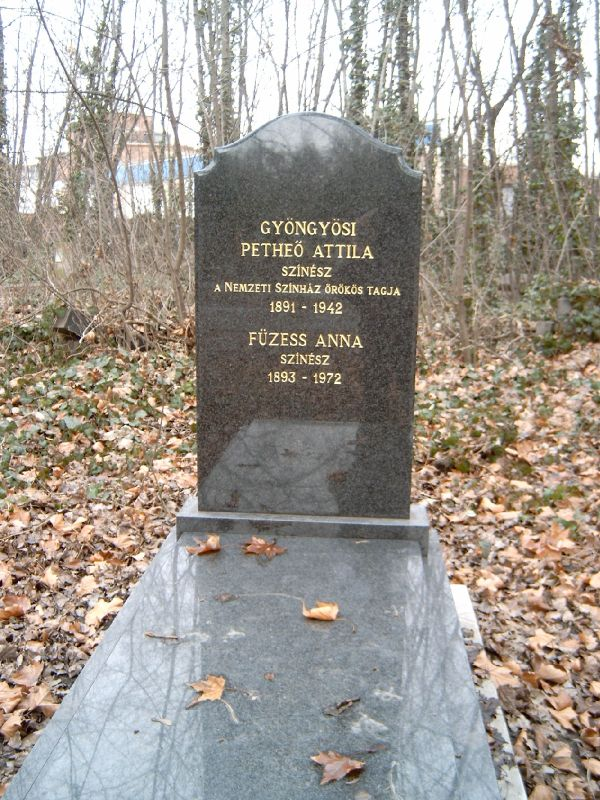
Petheő Attila és Füzess Anna sírja. Kerepesi temető: 49-1-47

Füzess Anna, névváltozat: Füzes, született: Ftacsik Anna Mária (Budapest, 1892. november 28. – Budapest, 1972. december 18.) magyar színésznő.

## Élete
Ftacsik Antal edénykereskedő és Wassina Katalin leánya. Az Országos Színészegyesület színiiskolájában tanult, 1911 szeptemberében kezdte pályafutását. 1911–12-ben Ungváron lépett fel, 1912–13-ban Neményi Lipót társulatához került. 1913–14-ben Szatmáron játszott, majd 1916-tól 1918-ig Kassán és Brassóban működött. 1918-ban Sebestyén Géza társulatában szerepelt, később a Renaissance Színház, 1921 és 1923 között a Vígszínház, 1928-ban pedig a Nemzeti Színház szerződtette. 1948-tól ugyanitt nézőtéri felügyelő volt.
Első férje Virányi Sándor színész, második férje Orth György futballista volt. 1931. április 15-én Budapesten, az Erzsébetvárosban házasságot kötött Petheő Attila színművésszel.

## Fontosabb színházi szerepei
- Herczeg Ferenc: A Gyurkovics-lányok - Katinka
- Molnár Ferenc: Az ördög - Jolán
- Móricz Zsigmond: Nem élhetek muzsikaszó nélkül - Veronika
- Csiky Gergely: A proletárok - Mákonyné
- Edmond Rostand: A sasfiók - Főhercegnő
- Lengyel Menyhért: Tájfun - Kerner Ilona
- Molière: A fösvény - Fruzsina

## Filmjei
- Pókháló (1936)
- Az aranyember (1936)
- Mai lányok (1937)
- Két fogoly (1938)
- Elkésett levél (1941)
- András (1941)
- Beáta és az ördög (1941)
- Régi nyár (1942)
- Madách Imre: Egy ember tragédiája (1944)
- Déryné (1951)